# Mansion Musik
Mansion Musik è il quinto album in studio del rapper statunitense Trippie Redd, pubblicato nel 2023.

## Tracce
1. Mansion Musik – 3:37
2. Atlantis (featuring Chief Keef) – 4:12
3. Psycho (featuring Future) – 4:38
4. Fully Loaded (featuring Future and Lil Baby) – 2:55
5. Knight Crawler (featuring Juice Wrld) – 2:57
6. Van Helsing – 2:53
7. Dark Brotherhood (featuring Lil Baby) – 3:39
8. Free Rio – 2:59
9. Krzy Train (featuring Travis Scott) – 3:50
10. Muscles (featuring Lil Durk) – 3:11
11. Goodfellas (featuring Nardo Wick) – 2:46
12. Killionaire – 2:36
13. High Hopes (featuring Big30) – 2:53
14. Die Die (featuring Lucki) – 3:12
15. Who Else! (featuring Rich the Kid) – 2:27
16. Biggest Bird (featuring Summrs) – 2:46
17. Hideout (featuring Fijimacintosh) – 2:50
18. Witchcraft (featuring Rylo Rodriguez) – 2:37
19. Toilet Water (featuring Ski Mask the Slump God) – 2:57
20. Pure (featuring G Herbo) – 3:14
21. Rock Out (featuring Chief Keef) – 2:06
22. Armageddon (featuring Rob49) – 2:27
23. Nun (featuring DaBaby) – 2:33
24. Swag Like Ohio Pt. 2 (featuring Lil B) – 3:00
25. Colors (featuring Kodak Black) – 2:44